# Hella Mineralbrunnen

Das Logo von Hella

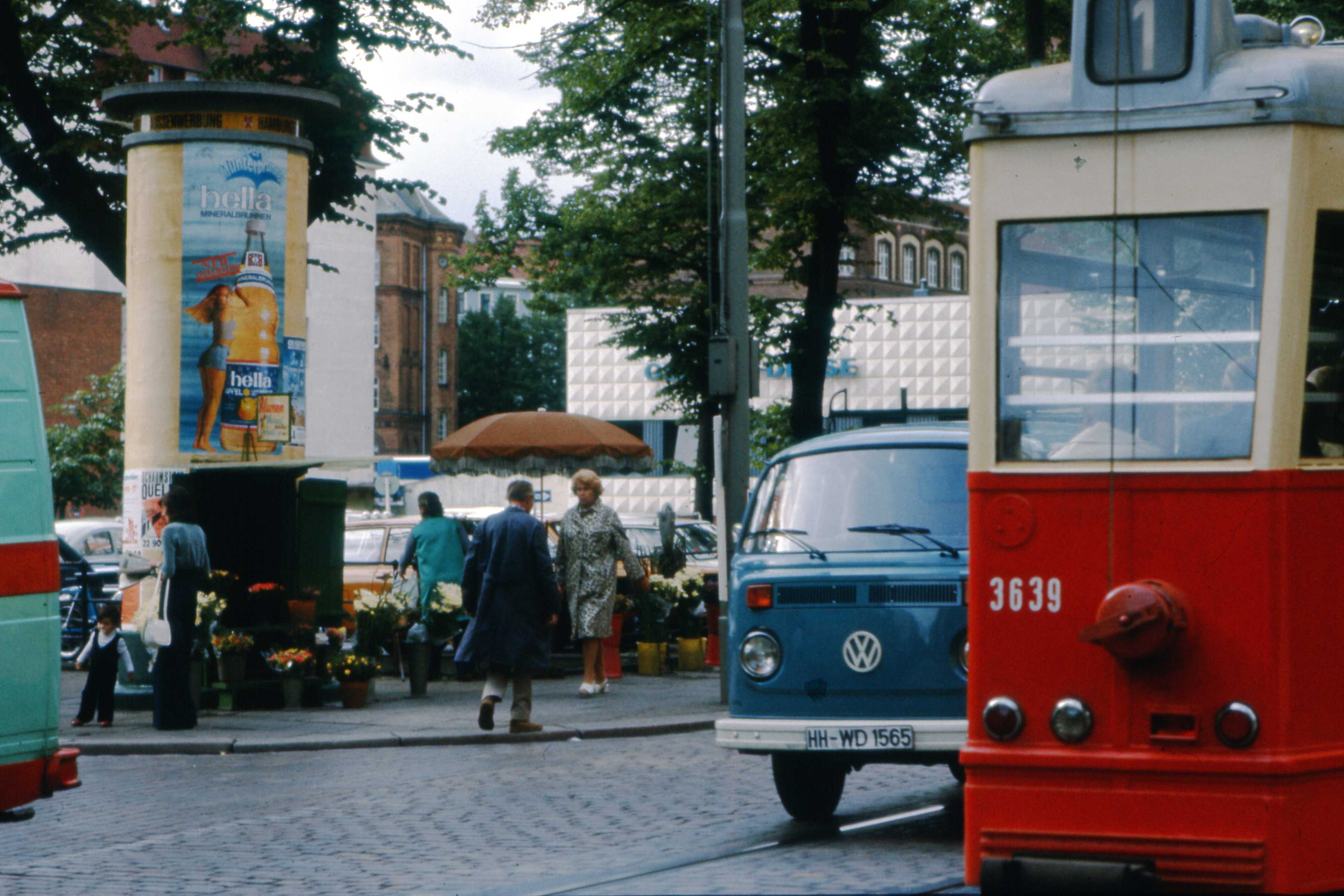
Ein Hella-Werbeplakat auf einer Litfaßsäule in Hamburg (1975)

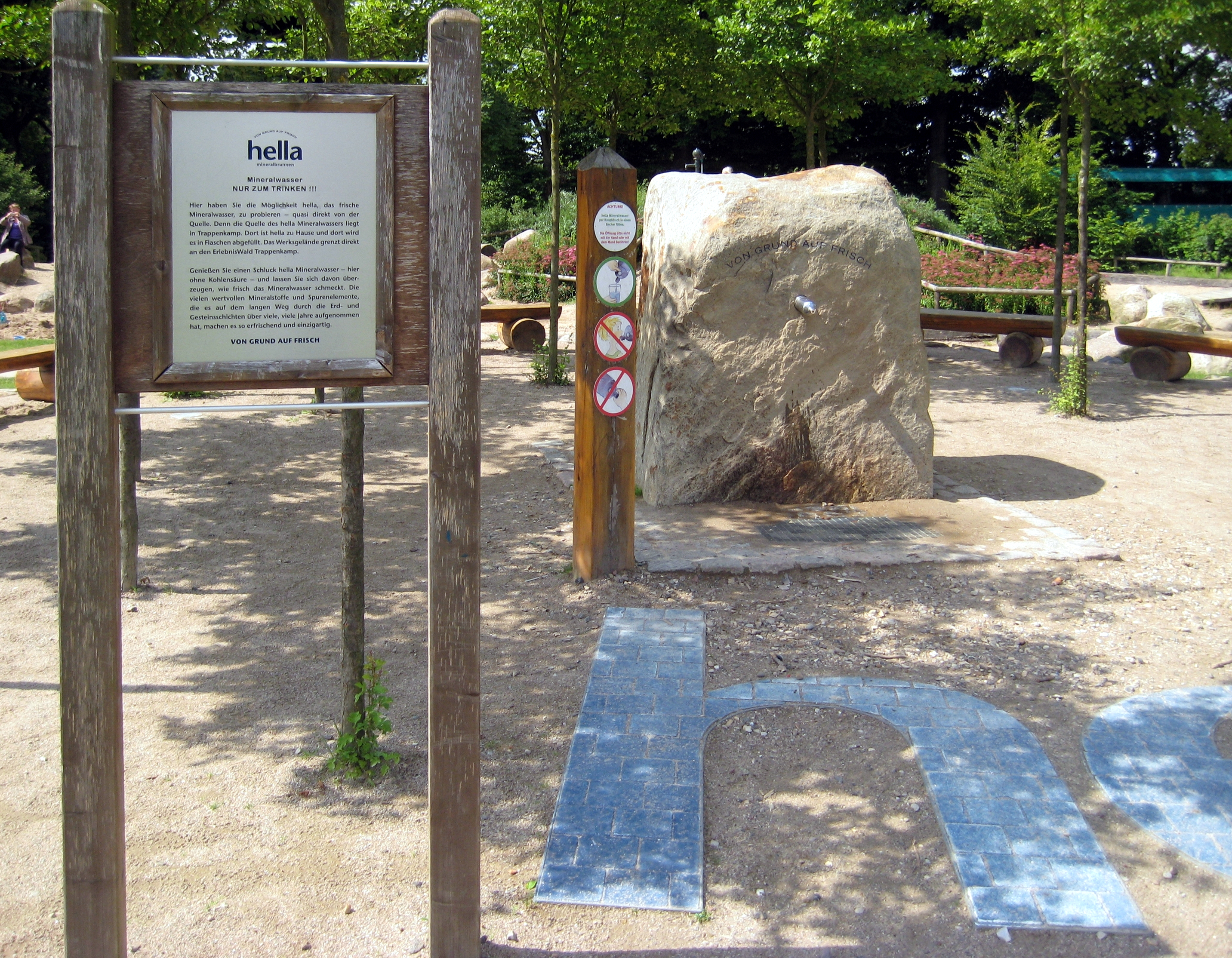
Hella-Quelle im Erlebniswald Trappenkamp

Hella Mineralbrunnen ist eine norddeutsche Mineralwassermarke und gehört zu der Hansa Mineralbrunnen GmbH.

## Quelle
Gewonnen wird das hella Mineralwasser aus einem Waldbrunnen in etwa 300 Meter Tiefe in Schleswig-Holstein. Die Quelle ist von mineralhaltigen Erd- und Gesteinsschichten überlagert. Das Tiefenwasser, aus dem das Mineralwasser gewonnen wird, durchwandert dabei die natürlichen Gesteinsschichten, wird gefiltert und löst gleichzeitig Mineralstoffe und Spurenelemente aus den Gesteinen, welche für den Geschmack verantwortlich sind. Das Werk mit seiner Abfüllung befindet sich bei dem als Hella-Quelle bezeichneten Tiefbrunnen in Trappenkamp, wo bis zu 38.000 Flaschen pro Stunde befüllt werden. Eine weitere Quelle befindet sich in Reinbek. Die Mineralwasserflaschen dieser Quelle werden unter dem Namen "hella II" vertrieben. 

## Engagement
Hella ist Namensgeber des „hella Halbmarathon“ in Hamburg, der „hella Marathon-Nacht“ in Rostock und engagiert sich stark im Handball beim Deutschen Handballbund, der Handball-Bundesliga, dem THW Kiel, der SG Flensburg-Handewitt, dem Handball Sport Verein Hamburg sowie im Fußball beim FC St. Pauli. Seit 2007 ist die Mineralquelle „hella Wasserwelt“ im Erlebniswald Trappenkamp in Betrieb, aus der von Frühling bis Herbst Mineralwasser sprudelt.